# Сплитський університет
Сплитський університет (хорв. Sveučilište u Splitu, лат. Universitas Studiorum Spalatanensis) — університет, заснований в 1974 році в хорватському портовому місті Сплит. В останні роки університет швидко розвивається. У 2006 році було завершено будівництво нового приміщення університетської бібліотеки, що має площу 8.600 m² та підземний читальний зал на 500 місць. В університеті сьогодні навчається близько 26 000 студентів. Ректор університету — Іван Павич.

## Структура
Університет складається з 11 факультетів:
- Хіміко-технологічний факультет
- Факультет електротехніки
- Факультет католицького богослов'я
- Факультет машинобудування
- Медичний факультет
- Факультет океанографії
- Факультет філософії
- Факультет морської техніки
- Факультет економіки
- Сплитська художня академія

В структуру університету входить також військово-морський коледж.

## Галерея

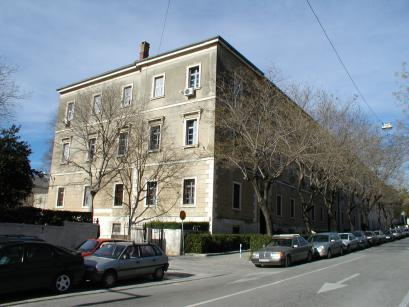
Факультет католицького богослов'я
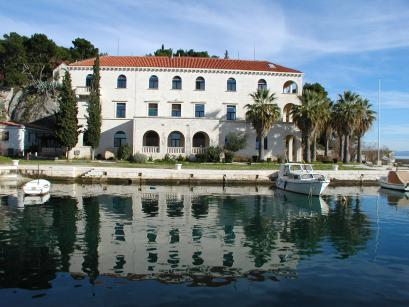
Факультет океанографії
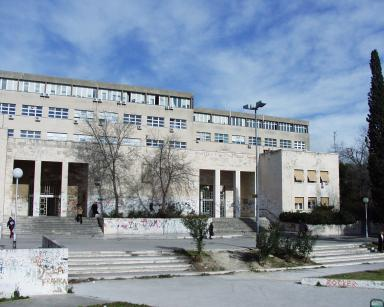
Факультет філософії
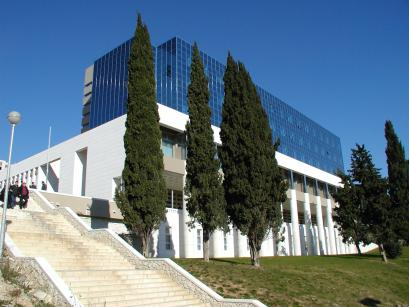
Факультет економіки